# Masques et bergamesques
Masques et bergamasques, op. 112, és una suite orquestral composta per Gabriel Fauré, com a homenatge musical del segle XX al món de les festes galants del segle xviii. Es va estrenar a Montecarlo el 10 d'abril de 1919.